# Exilisia diegoi
Exilisia diegoi là một loài bướm đêm thuộc phân họ Arctiinae, họ Erebidae.